# Jan Šergl
Jan Šergl (* 12. listopadu 1998) je český lední hokejista hrající na pozici útočníka.

## Život
Svá mládežnická léta strávil v družstvu IHC Písek. V jeho dresu začal i sezónu 2014/2015, ale během ní se přesunul do pražské Slavie. Zde posléze nastupoval i za juniory a během ročníku 2017/2018 odehrál i své první utkání za mužský výběr tohoto celku. Následující sezónu (2018/2019) již nastupoval pouze za muže, a to jak ve Slavii, tak v rámci hostování též za HC Letci Letňany či HC Kobra Praha.